# Orthopodomyia geberti
Orthopodomyia geberti är en tvåvingeart som beskrevs av Alexis Grjebine 1953. Orthopodomyia geberti ingår i släktet Orthopodomyia och familjen stickmyggor.
Artens utbredningsområde är Madagaskar. Inga underarter finns listade i Catalogue of Life.